# Verticordia helmsii
Verticordia helmsii är en myrtenväxtart som beskrevs av Spencer Le Marchant Moore. Verticordia helmsii ingår i släktet Verticordia och familjen myrtenväxter. Inga underarter finns listade i Catalogue of Life.